# James FitzGerald (6e comte de Desmond)
Pour les articles homonymes, voir James FitzGerald.
James FizGerald (mort en 1463), est le 6e comte de Desmond , surnommé « l' Usurpateur  », est le plus jeune des fils de Gerald FitzGerald 3e comte de Desmond, et de Elenore fils de James Butler 2e comte d'Ormond.

## Contexte
James FizGerald est le frère cadet de John FitzGerald et ils sont tous deux les fils de Gerald 3e comte. Il est de ce fait l'oncle du fils unique du 4e comte Thomas FitzGerald, qu'il parvient à déposséder et priver de son comté en 1411 en arguant du fait qu'il avait contracté une union incompatible avec  sa position sociale car le mariage entre un membre du baronnage anglo-normand et une femme d'origine gaélique était une violation des Statuts de Kilkenny. James joue le rôle principal dans l'opposition à son neveu et le contraint à s'exiler en France ou il meurt à Rouen en 1420.
Bien qu'il n'ait pas été officiellement reconnu comme comte de Desmond avant 1422, dès 1420, il est fait Sénéchal d'Imokilly d'Inchiquin et de la cité de Youghal, par James Butler comte d'Ormond. C'est également en 1420, qu'il fonte la maison de  Franciscains d'Askeaton (en).
En 1423, il est nommé Châtelain à vie de Limerick. En 1445, il est excusé de ne pas participer au  Parlement. Aux côtés de son gendre Thomas FitzGerald 7e comte de Kildare, James est l'un des principaux partisans de la Maison d'York en Irlande il est également le parrain de Georges Plantagenêt, 1er Duc de Clarence. Lorsqu'il meurt en 1463, le comte de Desmond est inhumé chez les Franciscains de Youghal.

## Union et postérité
James épouse Marie, fille de Sir William de Burgh, dont il a deux fils :
1. Thomas FitzGerald (7e comte de Desmond)
2. Sir Gerald Mor FitzGerald, ancêtre des FitzGerald seigneurs de Decies

et deux filles :
1. Honora, épouse de Thomas Fitzmaurice, seigneur de Kerry
2. Joan/Jane, épouse de Thomas FitzGerald (7e comte de Kildare)

## Source
- (en) T.W Moody, F.X. Martin et F.J. Byrne, A New History of Ireland IX Maps, Genealogies, Lists. A companion to Irish History part II, Oxford, Oxford University Press, 2011, 690 p. (ISBN 978-0-19-959306-4).